# Парк (Буштино)
Парк (Парк-бульвар) — парк-пам'ятка садово-паркового мистецтва місцевого значення в Україні. Об'єкт природно-заповідного фонду Закарпатської області. 
Розташований на території Тячівського району Закарпатської області, в смт Буштино, вул. Б. Хмельницького. 
Площа 0,9 га. Статус надано згідно з рішенням облвиконкому від 18.11.1969 року № 414, рішенням облвиконкому від 25.07.1972 року № 243, рішенням облвиконкому від 23.10.1984 року № 253. Перебуває у віданні Буштинської селищної ради. 
Статус надано для збереження насаджень цінних деревних порід, серед яких: магнолія, гінкго, ялиця канадська, ялиця Дугласова, самшит (кам'яне дерево) тощо. Дерева зростають вздовж вулиці, яка має вигляд бульвару. 

## Галерея

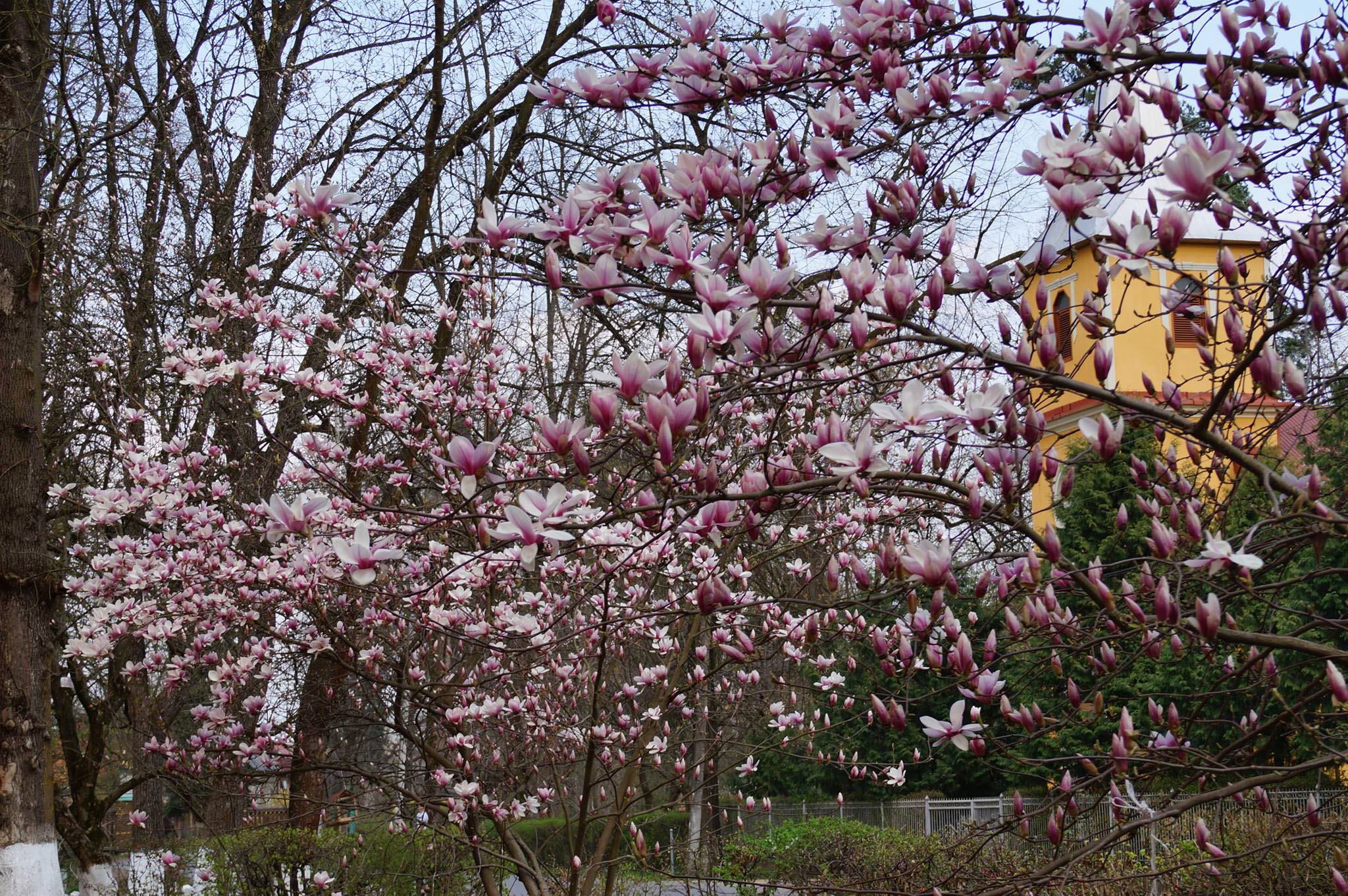
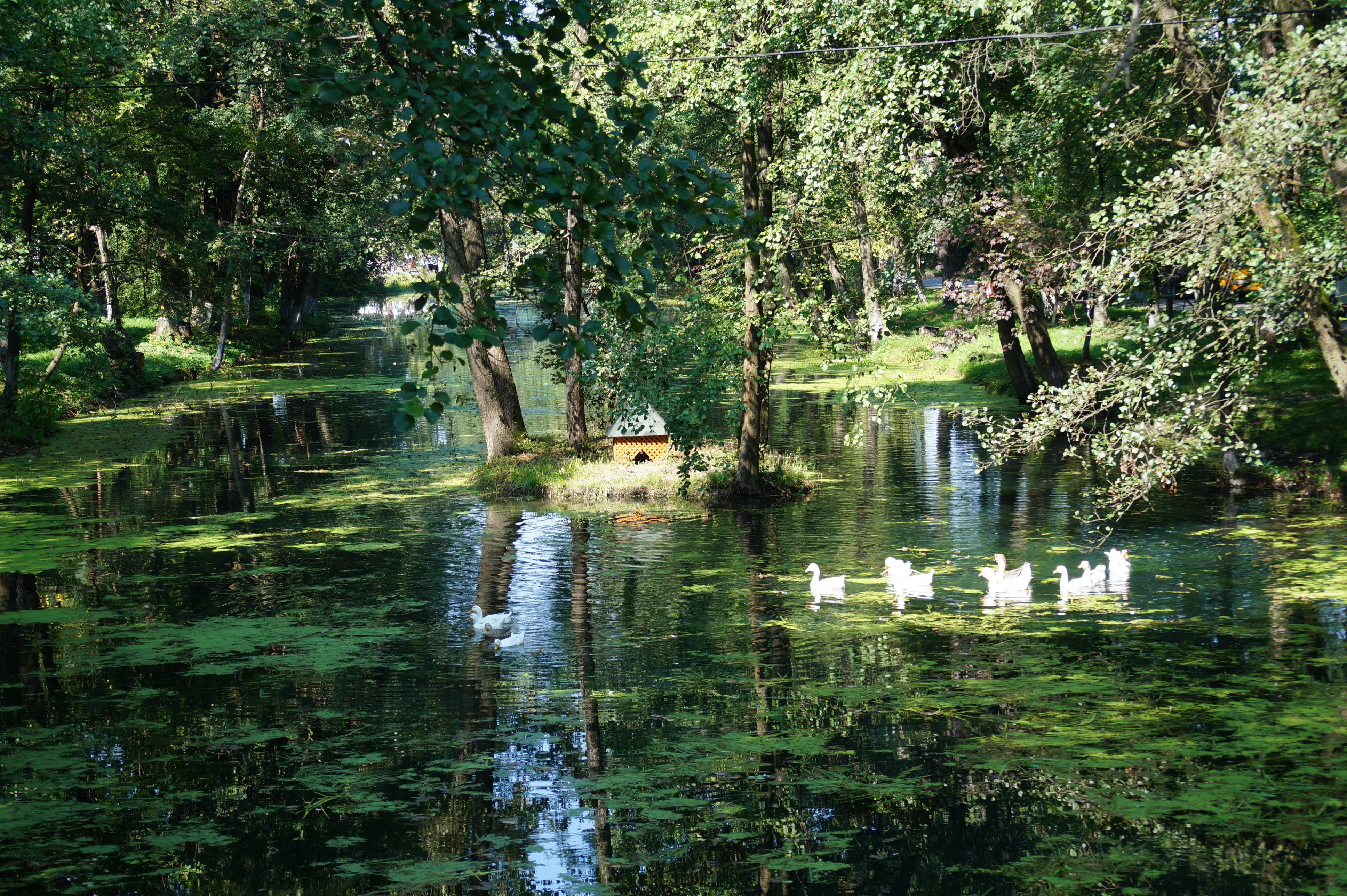
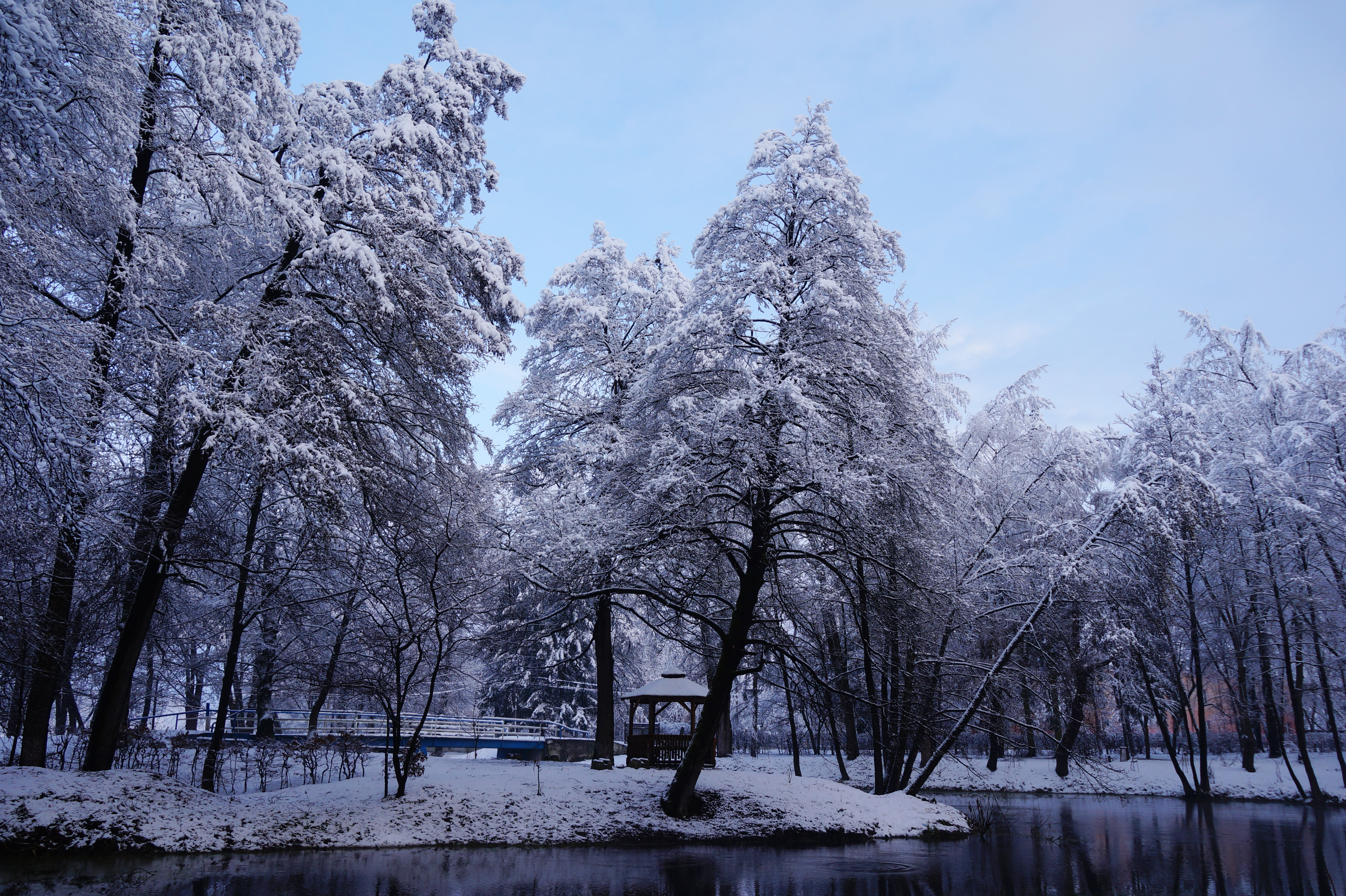
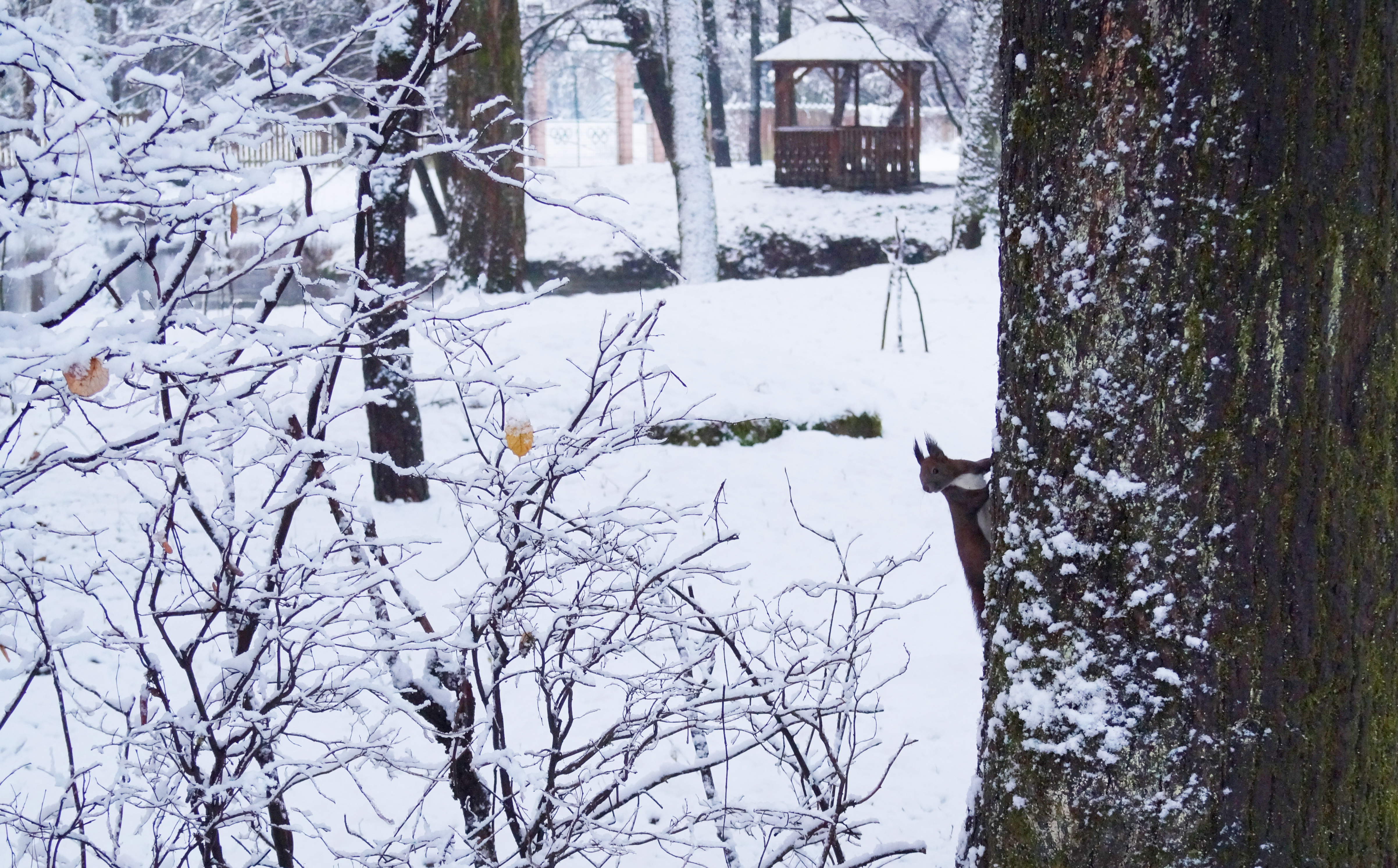
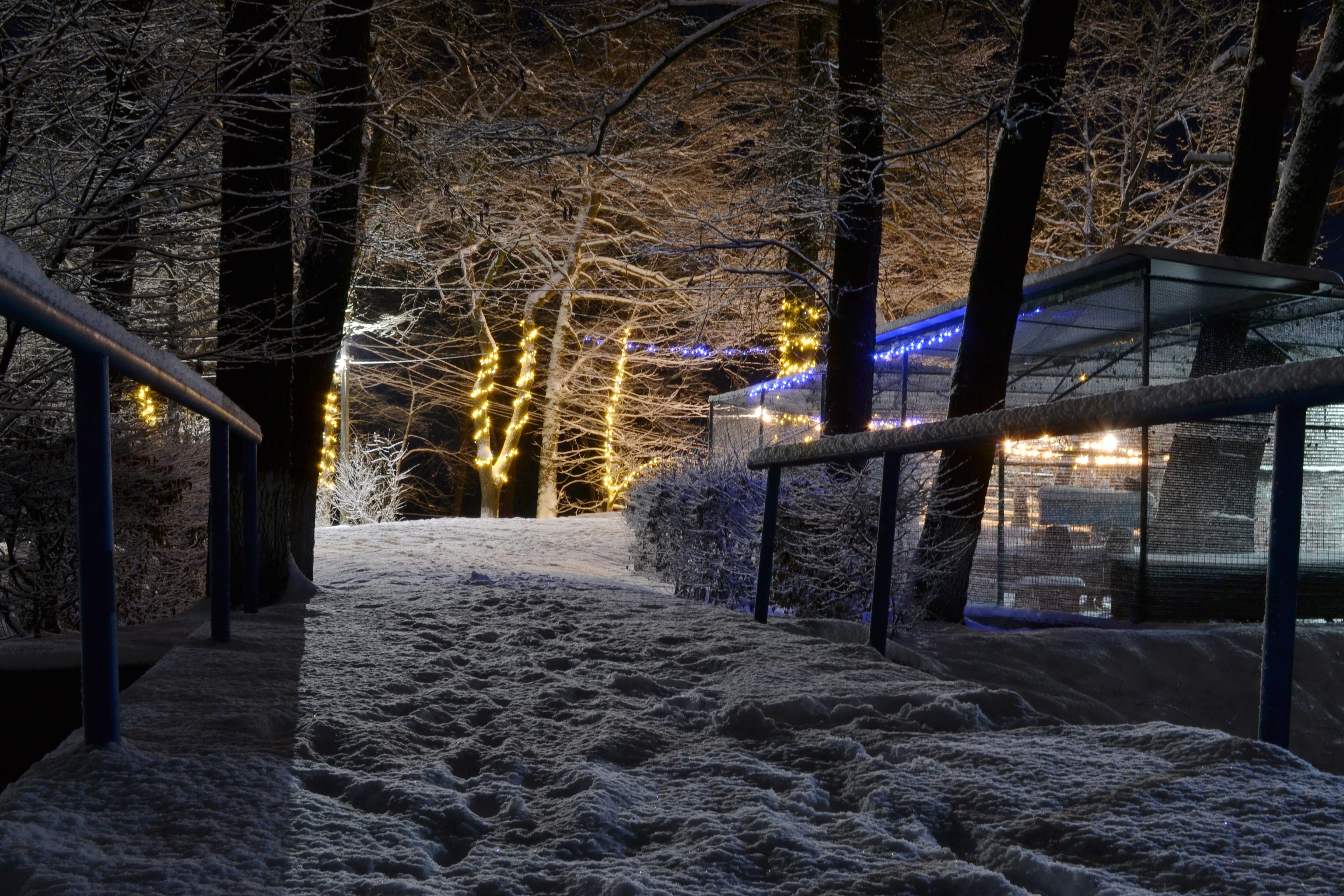
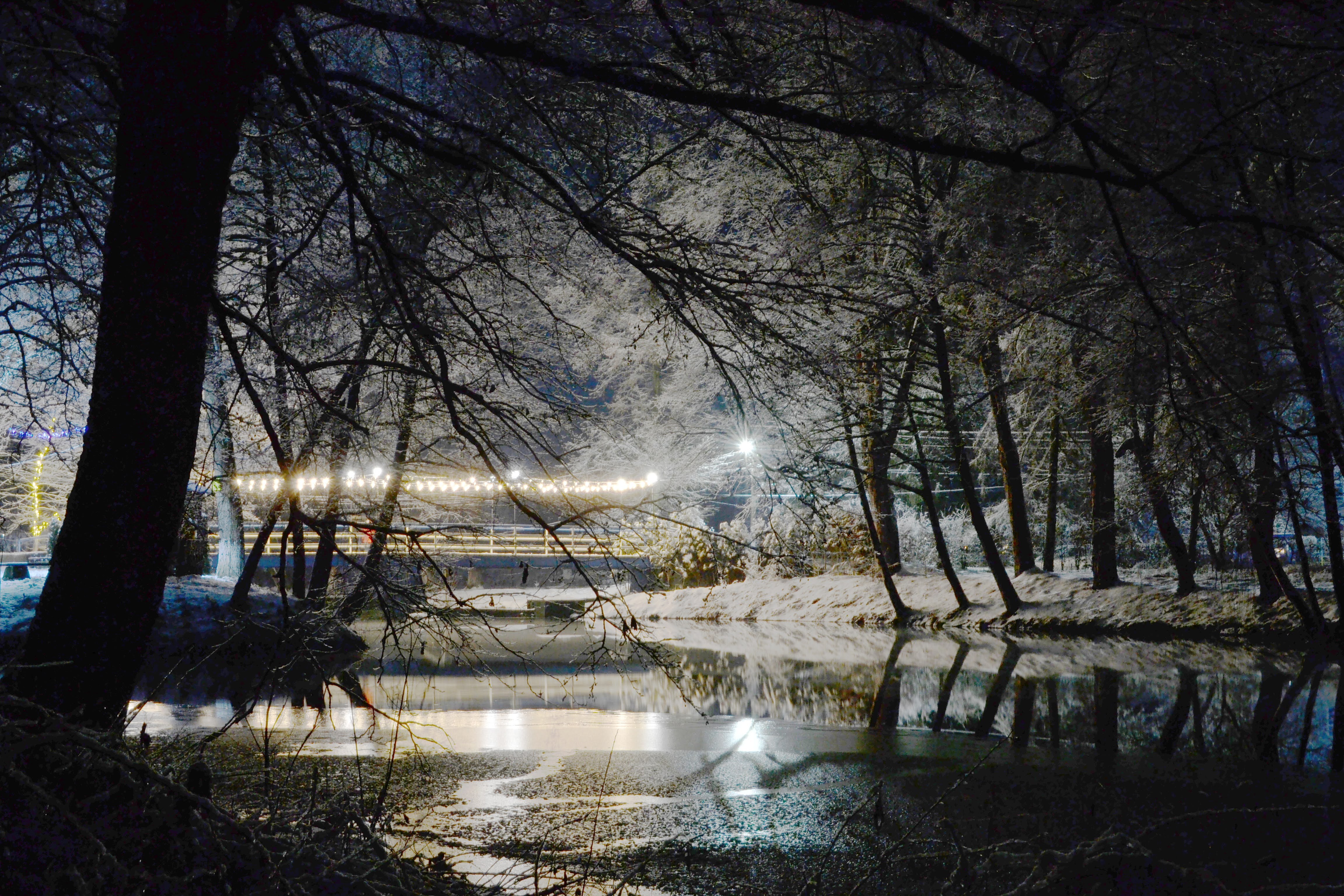
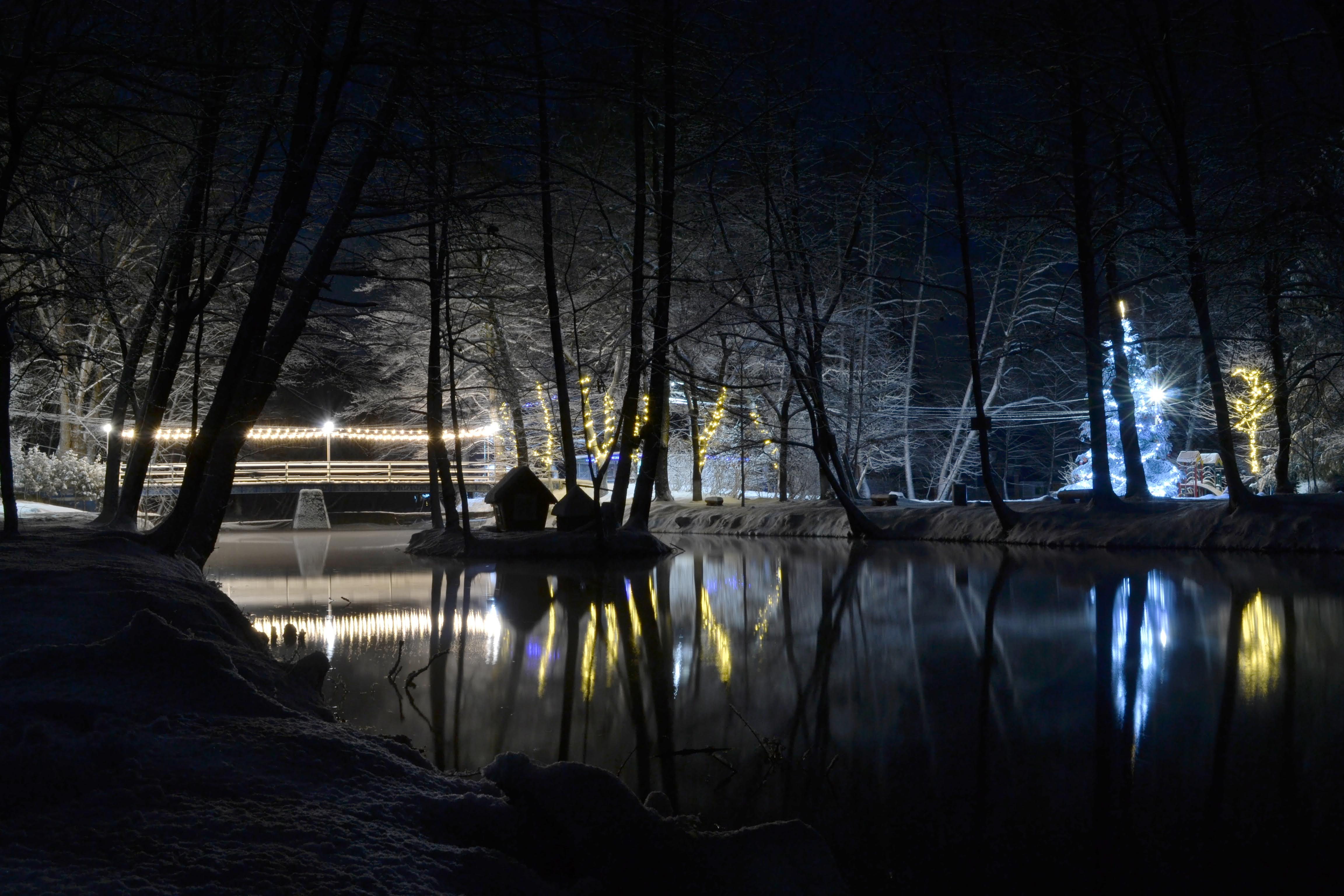
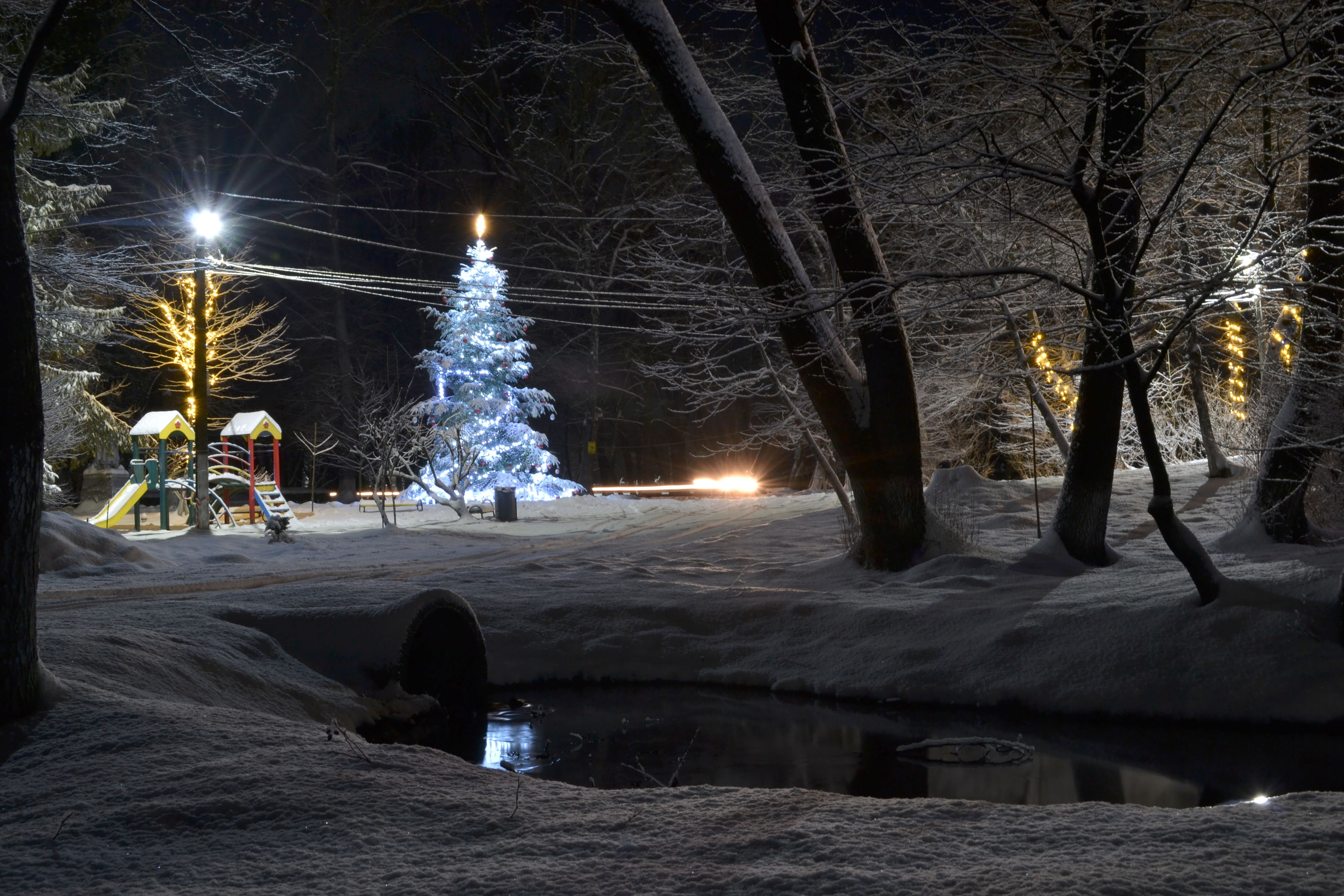
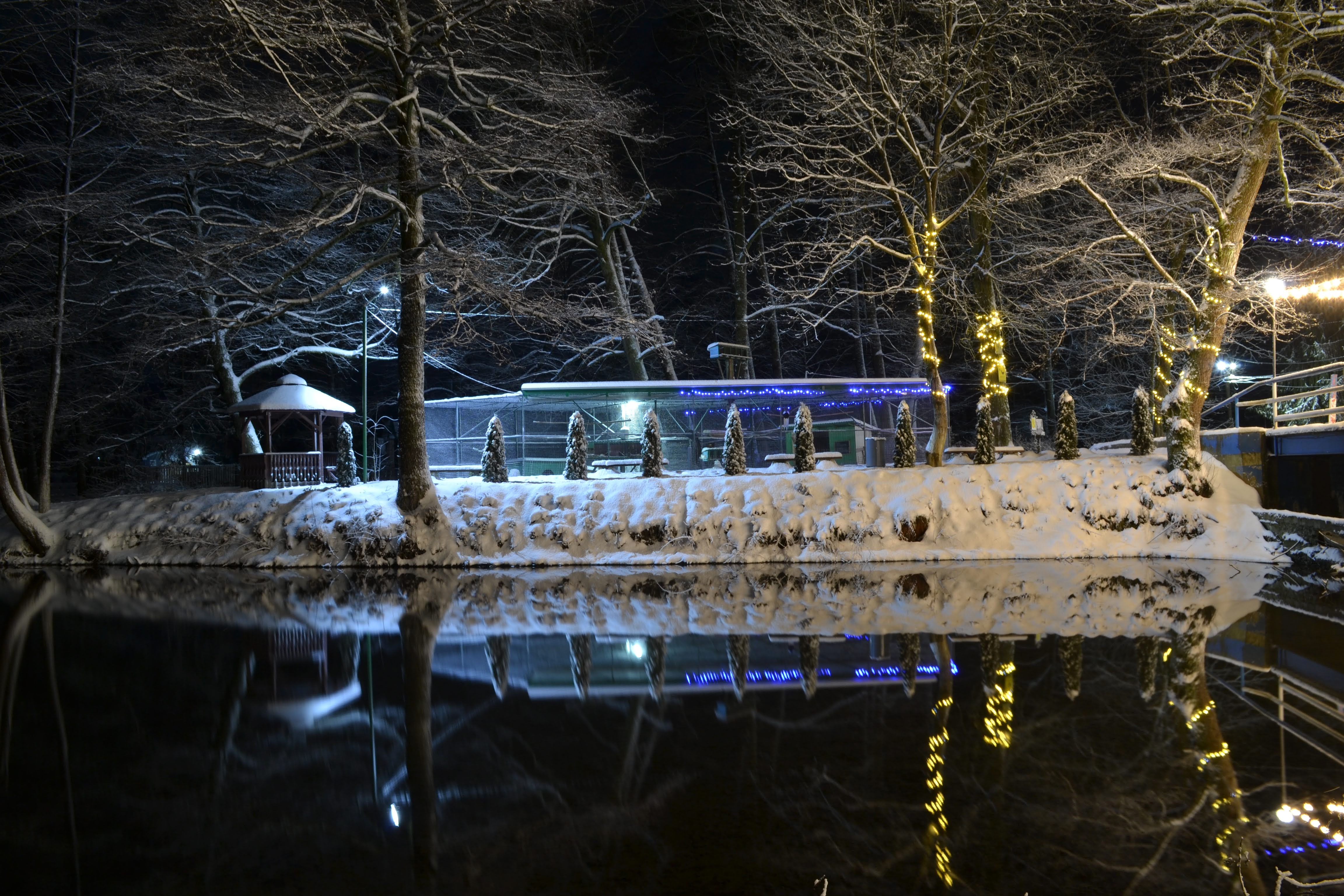